# Cantone di Melun-Sud
Il Cantone di Melun-Sud era una divisione amministrativa dell'arrondissement di Melun.
È stato soppresso a seguito della riforma complessiva dei cantoni del 2014, che è entrata in vigore con le elezioni dipartimentali del 2015.
Comprendeva parte della città di Melun e i comuni di:
- Livry-sur-Seine
- La Rochette